# Antonio Imbelloni
Antonio Mario Imbelloni Di Leo (nacido el 25 de agosto de 1924 en Gerli, Buenos Aires, Argentina) es un exfutbolista argentino.

## Carrera
Comenzó su carrera en San Lorenzo de Almagro. En ese año se fue a España para jugar en el Real Madrid. Jugó para ese equipo hasta 1951. En ese año regresó a la Argentina para formar parte de las filas del Deportivo Morón, en donde estuvo hasta 1954. En 1955 se fue a El Salvador para formar parte del CD FAS. Jugó para ese equipo hasta 1958. En ese año volvió a la Argentina para formar parte de las filas del Godoy Cruz. Jugó para el club hasta 1960. En ese año se fue a las filas del San Lorenzo de Almagro, en donde se mantuvo hasta el año 1963. En 1964 se pasó a las filas del San Telmo. Jugó para el club hasta 1966. En 1967 se fue a Colombia para jugar en el Millonarios. Jugó para ese club hasta el año 1970. En 1971 regresó nuevamente a la Argentina para formar parte de las filas del Atlético de Rafaela, en donde se retira finalmente se retira en 1974.

## Clubes
| Club                   | País        | Año       |
| ---------------------- | ----------- | --------- |
| Almirante Brown        | Argentina   | 1949-1950 |
| Real Madrid            | España      | 1950-1951 |
| Deportivo Morón        | Argentina   | 1951-1954 |
| CD FAS                 | El Salvador | 1955-1958 |
| Godoy Cruz             | Argentina   | 1958-1960 |
| San Lorenzo de Almagro | Argentina   | 1960-1963 |
| San Telmo              | Argentina   | 1964-1966 |
| Millonarios            | Colombia    | 1967-1970 |
| Atlético de Rafaela    | Argentina   | 1971-1974 |